# Lijst van personen geboren in 1945
Dit is een lijst van bekende personen geboren in 1945.

### januari
- 1 - Jacky Ickx, Belgisch autocoureur
- 1 - Rüdiger Safranski, Duits filosoof en schrijver
- 1 - Zoltán Varga, Hongaars voetballer (overleden 2010)
- 2 - Slobodan Praljak, Kroatisch militair en oorlogsmisdadiger (overleden 2017)
- 2 - Masaki Suzuki, Japans langebaanschaatser
- 3 - Stephen Stills, Amerikaans muzikant
- 4 - Jean Bessems, Nederlands biljarter
- 4 - Vesa-Matti Loiri, Fins acteur, muzikant en komiek (overleden 2022)
- 4 - Peter de Rijcke, Nederlands kunstschilder
- 4 - Richard Schrock, Amerikaans scheikundige
- 4 - Pien Storm van Leeuwen, Nederlands beeldend kunstenares en dichteres (overleden 2020)
- 5 - Roger Spottiswoode, Amerikaans regisseur
- 6 - Margrete Auken, Deens politica en geestelijke
- 6 - Anja Meulenbelt, Nederlands publiciste en politica
- 7 - Salvador Bernal, Filipijns decorontwerper (overleden 2011)
- 7 - Dave Cousins, Brits zanger en gitarist
- 7 - Raila Odinga, Keniaans politicus
- 10 - Arend van Dam, Nederlands (politiek) tekenaar
- 10 - Rod Stewart, Brits zanger
- 15 - Marie Christine von Reibnitz, echtgenote van prins Michael van Kent
- 16 - Wim Suurbier, Nederlands voetballer (overleden 2020)
- 17 - Anne Cutler, Australisch psycholinguïste (overleden 2022)
- 17 - Geir Lundestad, Noors historicus (overleden 2023)
- 17 - Noel Ratcliffe, Australisch golfer (overleden 2024)
- 19 - Fio Maravilha, Braziliaans voetballer
- 22 - Paul Van Zummeren, Belgisch journalist en schrijver (overleden 2002)
- 24 - David Drake, Amerikaans schrijver (overleden 2023)
- 24 - Eva Janko, Oostenrijks atlete
- 25 - Byron Beck, Amerikaans basketballer
- 25 - Leigh Taylor-Young, Amerikaans actrice
- 26 - Evgeni Kirilov, Bulgaars politicus
- 26 - Jacqueline du Pré, Brits celliste (overleden 1987)
- 26 - Jan Smeets, Nederlands organisator; oprichter en directeur van Pinkpop
- 27 - Jules Ajodhia, Surinaams politicus (overleden 2024)
- 27 - Ivair Ferreira, Braziliaans voetballer (overleden 2024)
- 28 - Bernardo Bernardo, Filipijns acteur (overleden 2018)
- 29 - Willy Dullens, Nederlands voetballer (overleden 2024)
- 29 - Ibrahim Boubacar Keïta, Malinees politicus (overleden 2022)
- 29 - Lennaert Nijgh, Nederlands schrijver en tekstdichter (overleden 2002)
- 29 - Susan Rothenberg, Amerikaans beeldend kunstenares (overleden 2020)
- 29 - Tom Selleck, Amerikaans acteur
- 30 - Maria Elisa Anson-Roa, Filipijns actrice

### februari
- 1 - Claude Bonmariage, Belgisch politicus (overleden 2012)
- 2 - Dzjemal Cherchadze, Sovjet-Georgisch voetballer en trainer
- 2 - Hugo Fernández, Uruguayaans voetballer en voetbaltrainer (overleden 2022)
- 3 - Willeke Alberti, Nederlands zangeres en actrice
- 4 - Leslie Watson, Brits atlete (overleden 2024)
- 5 - Sarah Weddington, Amerikaans advocate en hoogleraar (overleden 2021)
- 6 - Mišo Cebalo, Kroatisch schaker (overleden 2022)
- 6 - Bob Marley, Jamaicaans reggaezanger (overleden 1981)
- 6 - Heinz Stuy, Nederlands voetballer
- 9 - Mia Farrow, Amerikaans actrice
- 9 - Gérard Lenorman, Frans zanger
- 9 - Margit Otto-Crépin, Frans amazone (overleden 2020)
- 10 - Klaas Tuinstra, Nederlands politicus (overleden 2022)
- 11 - Michael Scott, Amerikaans ondernemer, eerste CEO van Apple
- 11 - Peter Vogelzang, Nederlands politiechef en sportbestuurder
- 12 - Maud Adams, Zweeds actrice
- 12 - Michael Bishop, Amerikaans schrijver (ook onder het pseudoniem Philip Lawson) (overleden 2023)
- 13 - Simon Schama, Brits historicus
- 15 - Helmert Woudenberg, Nederlands acteur en regisseur (overleden  2023)
- 16 - Marc De Buck, Belgisch politicus
- 16 - Toon van Driel, Nederlands striptekenaar
- 16 - Julio César Morales, Uruguayaans voetballer (overleden 2022)
- 16 - L.H. Wiener, Nederlands schrijver
- 17 - Karel Hille, Nederlands journalist en televisieproducent (overleden 2022)
- 17 - Ulla Pia, Deens zangeres (overleden 2020)
- 20 - George Smoot, Amerikaans natuurkundige en Nobelprijswinnaar
- 21 - Tom van Deel, Nederlands dichter en literatuurcriticus (overleden 2019)
- 21 - Jan van 't Hek, Nederlands voetballer (overleden 2021)
- 21 - Jan Lokin, Nederlands hoogleraar rechtsgeschiedenis (overleden 2022)
- 21 - Walter Momper, Duits politicus
- 22 - Henk Helmantel, Nederlands schilder
- 22 - Gerrie van der Klei, Nederlands zangeres en actrice
- 22 - Wim Zomer, Nederlands acteur
- 23 - Wilfried Meert, Belgisch journalist en sportbestuurder
- 23 - Nico Zwinkels, Nederlands televisiepresentator en klusjesman (overleden 2025)
- 25 - Elkie Brooks, Brits zangeres
- 25 - Friedrich Koncilia, Oostenrijks voetballer
- 25 - Toshikatsu Matsuoka, Japans minister (overleden 2007)
- 26 - Peter Brock, Australisch autocoureur (overleden 2006)
- 26 - Jan Jansen, Nederlands baanwielrenner
- 26 - Jan Klijnjan, Nederlands voetballer (overleden 2022)
- 28 - Bubba Smith, Amerikaans acteur (overleden 2011)

### maart
- 1 - Dirk Benedict, Amerikaans acteur
- 1 - Svenne Hedlund, Zweeds zanger (overleden 2022)
- 4 - Göran Claeson, Zweeds langebaanschaatser
- 5 - Randy Matson, Amerikaans atleet
- 5 - Hans Venneker, Nederlands voetballer
- 6 - Sardono Waluyo Kusumo, Indonesisch choreograaf, danser en filmregisseur
- 7 - John Heard, Amerikaans acteur en filmproducent (overleden 2017)
- 8 - Anselm Kiefer, Duits schilder en beeldhouwer
- 9 - Katja Ebstein, Duits zangeres en actrice
- 9 - Dennis Rader, Amerikaans seriemoordenaar
- 9 - Robin Trower, Brits gitarist (o.a. Procol Harum)
- 10 - Ed de Noorlander, Nederlands atleet (overleden 2024)
- 11 - Marcel Hertogs, Belgisch atleet
- 12 - Salvatore Gravano, Amerikaans crimineel
- 12 - George Jackson, Amerikaans zanger en songwriter (overleden 2013)
- 12 - Leif G.W. Persson, Zweeds auteur en criminoloog
- 14 - Michael Martin Murphey, Amerikaans singer-songwriter, gitarist, producent en acteur
- 14 - Herman van Veen, Nederlands cabaretier, zanger, componist en schrijver
- 16 - René De Clercq, Belgisch veldrijder (overleden 2017)
- 17 - Carlo Andreoli, Nederlands glazenier en glaskunstenaar
- 17 - Cees Bakker, Nederlands voetbalscheidsrechter
- 17 - Daniel Onega, Argentijns voetballer
- 17 - Elis Regina, Braziliaans zangeres (overleden 1982)
- 18 - Joy Fielding, Canadees romanschrijfster en actrice
- 18 - Anthony Villanueva, Filipijns bokser (overleden 2014)
- 18 - Eric Woolfson, Schots muzikant en componist (overleden 2009)
- 21 - Charles Greene, Amerikaans atleet (overleden 2022)
- 22 - Guus Hoes, Nederlands acteur (overleden 1986)
- 22 - Paul Schockemöhle, Duits springruiter
- 23 - Franco Battiato, Italiaans singer-songwriter (overleden 2021)
- 23 - Rudi Simon, Belgisch atleet
- 23 - Peter Swinkels, Nederlands bestuurder
- 24 - Patrick Malahide, Brits acteur
- 26 - Enrico Paolini, Italiaans wielrenner -(overleden 2025)
- 27 - Néstor García Veiga, Argentijns autocoureur
- 28 - Sally Carr, Brits zangeres
- 28 - Rodrigo Duterte, Filipijns politicus
- 29 - Willem Ruis, Nederlands televisiepresentator (overleden 1986)
- 30 - Eric Clapton, Brits gitarist en zanger
- 31 - Alcindo, Braziliaans voetballer (overleden 2016)

### april
- 1 - John Barbata, Amerikaans drummer (overleden 2024)
- 1 - Tony Brown, Brits darter (overleden 2022)
- 2 - Jürgen Drews, Duits schlagerzanger
- 3 - Wim Deetman, Nederlands politicus
- 3 - Catherine Spaak, Belgisch-Frans-Italiaans actrice, zangeres, presentatrice en danseres (overleden 2022)
- 4 - Daniel Cohn-Bendit, Duits publicist en politicus
- 4 - Paul Tant, Belgisch politicus (overleden 2014)
- 7 - Joël Robuchon, Frans chef-kok (overleden 2018)
- 7 - Hans van Hemert, Nederlands muziekproducent en liedjesschrijver (overleden 2024)
- 8 - Cyrille Offermans, Nederlands essayist, criticus en publicist
- 12 - Lee Jong-wook, Zuid-Koreaans medicus en directeur-generaal van de WHO (overleden 2006)
- 13 - Raffaele Pinto, Italiaans rallyrijder (overleden 2020)
- 15 - Revaz Dzodzoeasjvli, Sovjet-Georgisch voetballer en trainer
- 15 - Jos van Rey, Nederlands ondernemer, politicus, bestuurder en columnist
- 16 - Lex Harding, Nederlands ondernemer en diskjockey
- 16 - Hummie van der Tonnekreek, Nederlands journaliste (overleden 2022)
- 17 - Nicolay Apollyon, Noors componist
- 17 - Vincent van der Burg, Nederlands politicus (overleden 2020)
- 17 - Tony Crane, Engels zanger, gitarist en songwriter
- 17 - Olavi Litmanen, Fins voetballer
- 19 - Bert Krijnen, Nederlands atleet
- 20 - Marc Broos, Nederlands/Zweeds beeldhouwer, kunstschilder en graficus
- 21 - Ronnie Tober, Nederlands zanger
- 23 - Cristiano Malgioglio, Italiaans singer-songwriter en tv-persoonlijkheid
- 24 - Larry Tesler, Amerikaans informaticus (overleden 2020)
- 25 - Björn Ulvaeus, Zweeds muzikant
- 26 - Richard Armitage, Amerkaans politicus (overleden 2025)
- 28 - Hugo Marsoul, Belgisch politicus
- 29 - Hugh Hopper, Brits basgitarist (overleden 2009)
- 29 - Gees Linnebank, Nederlands acteur, toneelregisseur en -schrijver (overleden 2006)
- 30 - Robert McHenry, Brits redacteur

### mei
- 1 - Rita Coolidge, Amerikaans zangeres
- 1 - Evert van de Kamp, Nederlands organist en dirigent
- 2 - Sis van Rossem, Nederlands kunsthistorica (overleden 2022)
- 4 - Jan Mulder, Nederlands voetballer, columnist, schrijver en presentator
- 4 - Monika van Paemel, Belgisch schrijfster
- 5 - Rodney Pardey, Amerikaans pokerspeler (overleden 2020)
- 6 - Bob Seger, Amerikaans rockzanger en songwriter
- 7 - Wim Mateman, Nederlands politicus (overleden 2019)
- 8 - Arthur Docters van Leeuwen, Nederlands jurist, topambtenaar en schrijver (overleden 2020)
- 9 - Sue Bond, Brits actrice
- 9 - Hans Dagelet, Nederlands acteur
- 9 - Jupp Heynckes, Duits voetballer en voetbalcoach
- 10 - Jan de Wit, Nederlands politicus
- 11 - Amandus Lundqvist, Nederlands (voetbal)bestuurder
- 12 - Alan Ball, Engels voetballer en voetbaltrainer (overleden 2007)
- 12 - Ian McLagan, Brits toetsenist (overleden 2014)
- 12 - Carl Robie, Amerikaans zwemmer (overleden 2011)
- 13 - Lasse Berghagen, Zweeds singer-songwriter en acteur (overleden 2023)
- 13 - Hans Kosterman, Nederlands zanger/gitarist en bestuurder (overleden 2015)
- 14 - Wolfram Löwe, Oost-Duits voetballer
- 14 - Yochanan Vollach, Israëlisch voetballer
- 16 - Carlos Osoro Sierra, Spaans kardinaal; aartsbisschop van Madrid
- 17 - César Augusto da Silva Lemos, Braziliaans voetballer bekend als César Maluco
- 17 - Leah Thys, Belgisch actrice
- 18 - Maarten van Traa, Nederlands journalist en politicus (overleden 1997)
- 19 - Pete Townshend, Brits gitarist
- 20 - Gabriela Andersen-Schiess, Zwitsers atlete
- 20 - Hans Polak, Nederlands journalist en televisieprogrammamaker (overleden 2016)
- 21 - Germán Gullón, Spaans letterkundige en schrijver (overleden 2025)
- 1945 - Richard Hatch, Amerikaans acteur (overleden 2017)
- 23 - Roel Luijnenburg, Nederlands roeier (overleden 2023)
- 23 - Misty Morgan, Amerikaans countryzangeres (overleden 2021)
- 24 - Priscilla Presley, Amerikaans actrice en ex-echtgenote van Elvis Presley
- 24 - Terry Callier, Amerikaans zanger
- 25 - Nicolaas Matsier, Nederlands schrijver
- 27 - Bruce Cockburn, Canadees zanger/gitarist
- 28 - Leo Pleysier, Belgisch schrijver
- 29 - Gary Brooker, Brits zanger en pianist (Procol Harum) (overleden 2022)
- 29 - Frithjof Foelkel, Nederlands natuurkundige en schrijver
- 29 - Buddy Hall, Amerikaans poolbiljarter (overleden 2025)
- 29 - Jean-Pierre Van Rossem, Belgisch econoom, zakenman, schrijver en politicus (overleden 2018)
- 29 - Daniel Van Ryckeghem, Belgisch wielrenner (overleden 2008)
- 30 - Heleen Dupuis, Nederlands hoogleraar en politicus
- 30  - Norman Eshley, Engels acteur (overleden 2025)
- 31 - José Roberto Marques, Braziliaans voetballer bekend als Zé Roberto (overleden 2016)
- 31 - Wien van den Brink, Nederlands varkenshouder, vakbondsbestuurder en politicus (overleden 2010)
- 31 - Rainer Werner Fassbinder, Duits filmregisseur, filmproducer, acteur en toneelschrijver (overleden 1982)

### juni
- 1 - Marino Basso, Italiaans wielrenner
- 1 - Ciska Peters, Nederlands zangeres
- 2 - Richard Long, Engels conceptueel kunstenaar, fotograaf en schilder
- 4 - Anthony Braxton, Amerikaans componist en rietblazer
- 5 - John Carlos, Amerikaans atleet
- 5 - Wladimiro Panizza, Italiaans wielrenner (overleden 2002)
- 6 - Klenie Bimolt, Nederlands zwemster
- 6 - Conny Vink, Nederlands zangeres
- 7 - Hugo Verdaasdonk, Nederlands literatuurwetenschapper (overleden 2007)
- 9 - Mick Goodrick, Amerikaans jazzgitarist (overleden 2022)
- 9 - Luis Ocaña, Spaans wielrenner (overleden 1994)
- 11 - Jan Smet, Belgisch schrijver en archivaris (overleden 2024)
- 12 - Pat Jennings, Noord-Iers voetbaldoelman
- 12 - Gaby Minneboo, Nederlands wielrenner
- 13 - Ruud van Middelkoop, Nederlands politicus
- 14 - Alfred Worm, Oostenrijks journalist (overleden 2007)
- 15 - Miriam Defensor-Santiago, Filipijns rechter en politica (overleden 2016)
- 15 - Nicola Pagett, Brits actrice (overleden 2021)
- 15 - Robert Sarah, Guinees R.K. geestelijke en kardinaal
- 15 - Amos Sawyer, Liberiaans politicus (overleden 2022)
- 16 - Corrie Bakker, Nederlands atlete
- 17 - Ken Livingstone, Engels politicus
- 17 - Eddy Merckx, Belgisch wielrenner
- 18 - Boomer Castleman, Amerikaans zanger, gitarist, producent en songwriter (overleden 2015)
- 18 - Haico Scharn, Nederlands atleet (overleden 2021)
- 19 - Radovan Karadžić, Bosnisch/Servisch psychiater, dichter, alternatief genezer en politicus
- 19 - Aung San Suu Kyi, Birmees mensenrechtenactiviste en politica
- 19 - Tobias Wolff, Amerikaans schrijver
- 20 - Anne Murray, Canadees zangeres
- 20 - Piotr Nurowski, Pools tennisser (overleden 2010)
- 21 - Jan Mak, Nederlands voetbaltrainer
- 21 - José Raúl Vera López, Mexicaans bisschop en mensenrechtenverdediger
- 23 - John Garang, Soedanees wiskundeleraar, rebellenleider en politicus (overleden 2005)
- 23 - Paul Goddard, Amerikaans bassist (overleden 2014)
- 24 - Colin Blunstone, Brits zanger en gitarist
- 24 - Betty Stöve, Nederlands tennisster
- 25 - Labi Siffre, Brits zanger, liedjesschrijver en dichter
- 25 - Carly Simon, Amerikaans popzangeres
- 30 - Koen Koch, Nederlands hoogleraar (overleden 2012)

### juli
- 1 - Deborah Harry, Amerikaans zangeres
- 1 - Gerrit Krol,  Nederlands politicus
- 1 - Mladen Ramljak, Kroatisch voetballer (overleden 1978)
- 2 - Cor van der Geest, Nederlands judocoach
- 2 - Jip Golsteijn, Nederlands journalist, schrijver en songschrijver (overleden 2002)
- 4 - Steinar Amundsen, Noors kanovaarder (overleden 2022)
- 4 - David McWilliams, Noord-Iers zanger, liedjesschrijver en gitarist (overleden 2002)
- 5 - Michael Blake, Amerikaans auteur en scenarioschrijver (overleden 2015)
- 5 - Ebbe Skovdahl, Deens voetballer en voetbalcoach (overleden 2020)
- 6 - Zjef Vanuytsel, Belgisch kleinkunstzanger (overleden 2015)
- 9 - Dean Koontz, Amerikaans schrijver
- 9 - Faina Melnik, Sovjet-Russisch/Oekraïens atlete (overleden 2016)
- 9 - Erik van der Wurff, pianist en componist (overleden 2014)
- 10 - Bert Boer, Nederlands predikant (overleden 2009)
- 10 - Grandpa Elliott, Amerikaans straatmuzikant (overleden 2022)
- 10 - Virginia Wade, Brits tennisster
- 12 - Jeff Galloway, Amerikaans atleet
- 13 - Henny Stoel, Nederlands nieuwslezeres
- 13 - Ivo de Wijs, Nederlands cabaretetier, presentator en tekstschrijver
- 14 - Pablo Forlán, Uruguayaans voetballer
- 15 - Jürgen Möllemann, Duits politicus (overleden 2003)
- 16 - Jos Stelling, Nederlands filmregisseur
- 18 - Ghislaine De Pauw, Belgisch atlete
- 18 - Fritz Korbach, Duits/Nederlands voetbaltrainer (overleden 2011)
- 19 - George Dzundza, Amerikaans acteur
- 19 - Anna Enquist, Nederlands schrijfster
- 19 - Uri Rosenthal, Nederlands politicus
- 20 - Kim Carnes, Amerikaans singer-songwriter
- 21 - Sergio Calderón, Mexicaans-Amerikaans acteur (overleden 2023)
- 21 - Joseph Coutts, Pakistaans kardinaal
- 21 - Azing Griever, Nederlands voetballer en voetbaltrainer
- 21 - John Lowe, Engels darter
- 23 - Jon Sistermans, Nederlands chef-kok (overleden 2020)
- 25 - Joseph Delaney, Engels sciencefiction- en fantasyschrijver (overleden 2022)
- 26 - Helen Mirren, Brits actrice
- 27 - Edmund M. Clarke, Amerikaans informaticus (overleden 2020)
- 28 - Jim Davis, Amerikaans striptekenaar
- 29 - Mircea Lucescu, Roemeens voetballer en voetbaltrainer
- 30 - David Sanborn, Amerikaans saxofonist (overleden 2024)

### augustus
- 1 - Douglas Osheroff, Amerikaans natuurkundige en Nobelprijswinnaar
- 2 - Joanna Cassidy, Amerikaans actrice
- 4 - Joop Boomsma, Nederlands schrijver, dichter en toneelschrijver (overleden 2018)
- 4 - Frank Hansen, Noors roeier
- 4 - Paul McCarthy, Amerikaans beeldhouwer, installatie- en performancekunstenaar
- 4 - Gaston Sporre, Nederlands sportbestuurder en ondernemer (overleden 2022)
- 5 - Loni Anderson, Amerikaans actrice (overleden 2025)
- 5 - Nora Salomons, Nederlands politica en ombudsvrouw (overleden 2010)
- 6 - Mieke van der Burg, Nederlands politica
- 6 - Sjouke Tel, Nederlands atleet
- 9 - Piet IJssels, Nederlands burgemeester
- 9 - Arto Tolsa, Fins voetballer (overleden 1989)
- 10 - Harry Thomas, Nederlands muziekproducent en impresario (overleden 1991)
- 10 - Dan Peña, Mexicaans-Amerikaans ondernemer en motivatiespreker
- 11 - Daniel Rudisha, Keniaans atleet (overleden 2019)
- 12 - Daniel Borrey, Belgisch atleet (overleden (2003)
- 12 - Ron Mael, Amerikaans componist en musicus
- 12 - Alfredo Obberti, Argentijns voetballer (overleden 2021)
- 13 - Sławoj Leszek Głódź, Pools aartsbisschop en metropoliet
- 14 - Steve Martin, Amerikaans acteur, komiek en producer
- 14 - Faustin Twagiramungu, Rwandees politicus (overleden 2023)
- 14 - Wim Wenders, Duits filmregisseur
- 15 - Paul Jambers, Belgisch journalist en televisieprogrammamaker
- 17 - Yves Herbet, Frans voetballer en voetbaltrainer (overleden 2024)
- 17 - Rudi Lubbers, Nederlands bokser
- 18 - Lenin el-Ramly, Egyptisch schrijver en regisseur (overleden 2020)
- 19 - Benjamín Grau, Spaans motorcoureur
- 19 - Berend Peter, Nederlands beeldhouwer, meubelontwerper en sieraadontwerper (overleden 2022)
- 21 - Patty McCormack, Amerikaans actrice
- 23 - Itcho Ito, Japans bestuurder; burgemeester van Nagasaki (overleden 2007)
- 23 - Rita Pavone, Italiaans zangeres
- 24 - Castulo Guerra, Argentijns/Amerikaans acteur
- 24 - Ken Hensley, Brits muzikant (overleden 2020)
- 24 - Hans Hollestelle, Nederlands gitarist en arrangeur
- 24 - Brian McGinlay, Schots voetbalscheidsrechter
- 24 - Vince McMahon, Amerikaans WWF-worstelaar
- 27 - John Mather, Amerikaans astrofysicus, kosmoloog en Nobelprijswinnaar
- 27 - Marianne Sägebrecht, Duits actrice en cabaretière
- 27 - Jan Sloot, Nederlands uitvinder (overleden 1999)
- 29 - Wyomia Tyus, Amerikaans atlete
- 31 - Lee Bryant, Amerikaans actrice
- 31 - Van Morrison, Noord-Iers zanger

### september
- 2 - Subhas Mungra, Surinaams diplomaat en politicus
- 4 - Jilles Vermaat, Nederlands darter (overleden 2017)
- 5 - Al Stewart, Schots singer-songwriter
- 8 - Christiane Krüger, Duits actrice
- 9 - Ton van Heugten, Nederlands motorcrosser (overleden 2008)
- 9 - Dee Dee Sharp, Amerikaans zangeres
- 10 - José Feliciano, Amerikaans zanger en gitarist
- 10 - Dagmar Stam, Nederlands illustratrice
- 11 - Franz Beckenbauer, (West-)Duits voetballer, voetbalbondscoach en voorzitter van FC Bayern München (overleden 2024)
- 11 - Karel Brems, Belgisch atleet
- 11 - Maroesja Lacunes, Nederlands actrice en zangeres
- 14 - Wolfgang Seguin, Oost-Duits voetballer
- 15 - Jessye Norman, Amerikaans operazangeres (overleden 2019)
- 19 - René Appel, Nederlands schrijver en taalwetenschapper
- 19 - Benoît Lamy, Belgisch cineast (overleden 2008)
- 21 - Jan Steeman, Nederlands radiopresentator en programmamaker (overleden 2022)
- 21 - Bjarni Tryggvason, IJslands-Canadees ruimtevaarder (overleden 2022)
- 22 - Ann Christy, Belgisch zangeres (overleden 1984)
- 22 - Ilija Petković, Joegoslavisch voetballer en voetbalcoach (overleden 2020)
- 24 - Lasse Eerola, Fins componist en musicus (overleden 2000)
- 25 - François Janssens, Belgisch voetballer (overleden 2024)
- 26 - Gal Costa, Braziliaans zangeres (overleden 2022)
- 26 - Bryan Ferry, Brits zanger
- 27 - Danny Verbiest, Belgisch acteur, schrijver en producer (Samson en Gert) (overleden 2025)
- 28 - Vincent Mentzel, Nederlands fotograaf
- 29 - Tatjana Tauer, Russisch harpiste (overleden 1994)
- 30 - Franz-Josef Kemper, West-Duits atleet
- 30 - Ralph Siegel, Duits componist en muziekproducent
- 30 - Victor Ziga, Filipijns politicus (overleden 2021)

### oktober
- 2 - Don McLean, Amerikaans singer-songwriter
- 2 - Willy Vandenwijngaerden, Belgisch atleet
- 3 - Jo Ritzen, Nederlands politicus en econoom
- 3 - Viktor Sanjejev, Sovjet-Russisch/Georgisch atleet (overleden 2022)
- 5 - Riek Aron, Surinaams politicus (overleden 2025)
- 7 - Kevin Godley, Brits muzikant
- 9 - Naftali Bon, Keniaans atleet (overleden 2018)
- 9 - Elleke van Doorn, Nederlands nieuwslezeres
- 9 - Martti Kuusela, Fins voetballer en voetbalcoach
- 9 - Ineke Tigelaar, Nederlands zwemster
- 10 - Miriam Adelson, Israëlisch-Amerikaanse miljardair en filantroop
- 10 - Edoardo Reja, Italiaans voetballer en voetbalcoach
- 13 - Desi Bouterse, Surinaams legerleider en politicus (overleden 2024)
- 13 - Christophe, Frans zanger (overleden 2020)
- 13 - Luc Van den Brande, Belgisch politicus
- 14 - Daan Jippes, Nederlands striptekenaar
- 15 - Antonio Cañizares Llovera, Spaans kardinaal
- 15 - Neofit, patriarch van de Bulgaars-orthodoxe kerk (overleden 2024)
- 19 - Divine, geboren als Harris Glenn Milstead, Amerikaans zanger/travestiet (overleden 1988)
- 19 - John Lithgow, Amerikaans acteur
- 19 - Jeannie Riley, Amerikaans countryzangeres
- 20 - Claes-Göran Hederström, Zweeds zanger (overleden 2022)
- 20 - Ric Lee, Brits drummer (Ten Years After)
- 21 - Norodom Chakrapong, zoon van koning Norodom Sihanouk van Cambodja
- 23 - Michel Vautrot, Frans voetbalscheidsrechter
- 24 - Ernst Jansen, Nederlands neuroloog (overleden 2023)
- 27 - Luiz Inácio Lula da Silva, Braziliaans politicus; 2003-2011 president
- 28 - Elton Dean, Brits jazzmusicus (overleden 2006)
- 28 - Wayne Fontana, Brits popzanger (overleden 2020)
- 29 - Emilio Soriano Aladrén, Spaans voetbalscheidsrechter
- 29 - Arnulfo Fuentebella, Filipijns politicus (overleden 2020)
- 29 - Gerrit Ybema, Nederlands politicus (overleden 2012)
- 30 - Henry Winkler, Amerikaans acteur

### november
- 2 - Tom Jansen, Nederlands acteur
- 2 - Cees Stam, Nederlands wielrenner
- 3 - Gerd Müller, Duits voetballer (overleden 2021)
- 5 - Nikolai Tanajev, Kirgisisch politicus en premier (overleden 2020)
- 6 - Odd Iversen, Noors voetballer (overleden 2014)
- 6 - Nelleke Noordervliet, Nederlands schrijfster
- 8 - Johan Sisal, Surinaams politicus
- 10 - Helga Deprez, Belgisch atlete
- 11 - Walden Bello, Filipijns hoogleraar en activist
- 11 - Daniel Ortega, president van Nicaragua
- 12 - Neil Young, Canadees zanger en songwriter
- 15 - Frida, Zweeds zangeres
- 15 - Ferdi Tayfur , Turks zanger, componist, acteur, auteur, regisseur en muziekproducer (overleden 2025)
- 19 - Hans Monderman, Nederlands verkeerskundige (overleden 2008)
- 21 - Goldie Hawn, Amerikaans actrice
- 23 - John Nielsen, Deens voetbalscheidsrechter
- 23 - Raúl Rivero Castañeda, Cubaans dichter, journalist en dissident (overleden 2021)
- 24 - Nuruddin Farah, Somalisch schrijver
- 24 - Kees Lunshof, Nederlands journalist en columnist (overleden 2007)
- 25 - Håkan Hagegård, Zweeds bariton
- 26 - John McVie, Brits bassist
- 27 - Phil Bloom, Nederlands kunstenares; in 1967 de eerste naakte vrouw op de Nederlandse televisie
- 27 - Erik Gyselinck, Belgisch atleet
- 27 - Randy Brecker, Amerikaans trompettist
- 27 - James Avery, Amerikaans acteur (overleden 2013)
- 30 - Radu Lupu, Roemeens pianist (overleden 2022)

### december
- 1 - Johan Kasantaroeno, Surinaams politicus (overleden 2008)
- 1 - Bette Midler, Amerikaans zangeres en actrice
- 4 - Henk Leeuwis, Nederlands zanger (Henkie) (overleden 2022)
- 6 - Chris Dekker, Nederlands voetballer en voetbaltrainer
- 6 - Kees van Ierssel, Nederlands voetballer
- 7 - Clive Russell, Brits acteur
- 9 - Alexander Kamianecky, Duits/Braziliaans voetballer
- 9 - Twinka Thiebaud, Amerikaans model
- 10 - Marek Grechuta, Pools zanger, poëet en componist (overleden 2006)
- 11 - Jorrit Jorritsma, Nederlands schaatser, schaatscoach en sportverslaggever (overleden 2012)
- 11 - Ron Klipstein, Nederlands cabaretier (overleden 2015)
- 11 - Jarno Saarinen, Fins motorcoureur (overleden 1973)
- 13 - Herman Cain, Amerikaans ondernemer en politicus (overleden 2020)
- 14 - Roque Avallay, Argentijns voetballer
- 14 - Wil van Beveren, Nederlands voetballer
- 16 - Bobby George, Engels darter
- 16 - Abdulkarim Soroush, Iraans filosoof
- 17 - Ernie Hudson, Amerikaans acteur
- 20 - Peter Criss, Amerikaans drummer
- 20 - Jean-Marc Guillou, Frans voetballer
- 21 - Millie Hughes-Fulford, Amerikaans astronaute (overleden 2021)
- 22 - Billie Davis, Brits zangeres
- 22 - Joris Voorhoeve, Nederlands politicus
- 22 - Marianne van Wijnkoop, Nederlands actrice en casting director (overleden 2022)
- 24 - Lemmy Kilmister, Engels bassist en zanger (overleden 2015)
- 25 - Marjorie Noël, Frans zangeres (overleden 2000)
- 26 - Pierre Beek, Nederlands zanger en bassist (overleden 2009)
- 30 - Davy Jones, Engels zanger en acteur (overleden 2012)
- 30 - Paola Pigni, Italiaans atlete (overleden 2021)
- 31 - Horst Brummeier, Oostenrijks voetbalscheidsrechter
- 31 - Bárbara Carrera, Amerikaans actrice
- 31 - Vernon Wells, Australisch acteur
- 31 - Connie Willis, Amerikaans schrijfster

### datum onbekend
- Frank Ferrari, Nederlands zanger
- Gerard Koolschijn, Nederlands classicus en schrijver
- Frans Rasker, Nederlands film- en televisieproducent
- Liang Shaoji, Chinees conceptueel kunstenaar
- Cheick Oumar Sissoko, Malinees filmregisseur en politicus
- Faustin Twagiramungu, Rwandees politicus
- Madelon Vriesendorp, Nederlands beeldend kunstenares